# Sveučilište Ujedinjenih naroda
Sveučilište Ujedinjenih naroda osnovano je 1973. u Tokiju kao akademska institucija Ujedinjenih Naroda.

## Vanjske poveznice
- United Nations University – Službena stranica,